# Адо, Игорь Дмитриевич
Игорь Дмитриевич Адо — советский математик, занимался исследованиями в области теории групп и теории представлений.
Наиболее известен своей работой «Представление алгебр Ли матрицами» в которой доказано, что каждая конечномерная алгебра Ли над полем нулевой характеристики имеет конечномерное линейное представление (Теорема Адо).

## Биография
Родился в семье государственного служащего.
До конца своей жизни жил в Казани.
После окончания школы Игорь Адо поступил на физико-математический факультет Казанского государственного университета, который успешно окончил в 1931 году.
Он был принят в аспирантуру на кафедру математики (с 1934 года — кафедра алгебры) под руководством Николая Чеботарева.
Игорь Адо успешно закончил аспирантуру, подготовив диссертацию на соискание ученой степени кандидата физико-математических наук.
Совет университета присудил ему за эту работу докторскую степень.
После защиты докторской диссертации Игорь Адо начал работать в Казанском государственном университете.
С 1936 по 1942 год он занимал должность профессора кафедры алгебры.
В 1942 году перешёл в Казанский государственный химико-технологический институт имени С. М. Кирова, ныне Казанский национальный исследовательский технологический университет, где до своей смерти работал на кафедре высшей математики.
Он занимал должность профессора с 1942 по 1958 год и с 1970 по 1983 год.
В период с 1958 по 1970 год он был заведующим кафедрой.